# Claire van Kampen
Claire Louise van Kampen, conocida como Lady Rylance, (3 de noviembre de 1953–18 de enero de 2025) fue una directora, compositora y dramaturga inglesa. Compuso la música de la interpretación de  Hamlet de su marido Mark Rylance en 1989. En 2007 recibió el premio Sam Wanamaker junto a él y la diseñadora teatral Jenny Tiramani. Además, también compuso la música de producciones como Days and Nights y Boeing-Boeing.
En 2015, colaboró como asesora musical histórica y arreglista de música para la serie televisiva de la BBC Wolf Hall.

## Primeros años de vida
Van Kampen se crio en Marylebone, Londres, Inglaterra . Estudió piano en el Royal College of Music durante cinco años, donde recibió una beca John Land. 
Durante su infancia, conoció al flautista David Munrow, un pionero de la escena musical antigua en Inglaterra, lo que la hizo interesarse por la música renacentista.
Estudió teoría musical con la Dra. Ruth Gipps como profesora, y se especializó en la interpretación de música del siglo XX, presentando estrenos de obras de compositores contemporáneos.

## Carrera
En 1986, ingresó a la Royal Shakespeare Company y al Royal National Theatre, donde se convirtió en la primera mujer en ocupar el cargo de directora musical en ambas compañías. En 1990, fundó la compañía de teatro Phoebus Cart junto con su marido Mark Rylance.
Dese la apertura del Teatro Shakespeare's Globe en 1997, van Kampen ha sido la Directora de Música de Teatro, componiendo música de época y también contemporánea para 30 de las producciones del Globe, entre las que se incluye la obra "jazz" Macbeth en 2001 y The Golden Ass en 2002, la cual cuenta con una ópera de tan solo 30 minutos, Cupido y Psique.
En la primavera de 2007, fue galardonada con el Premio Vero Nihil Verius por Logros Distinguidos en las Artes, otorgado por la Universidad Concordia en Oregón, Estados Unidos . Ese mismo año, recibió el premio Sam Wanamaker junto a Rylance y la diseñadora teatral Jenny Tiramani en reconocimiento a su trabajo durante la primera década del Shakespeare's Globe Theatre.
Farinelli y el Rey es una obra histórica que escribió ella misma en la que se narra la relación entre Farinelli, el castrato, y el rey de España Felipe V. Se presentó por primera vez en Sam Wanamaker Playhouse en 2015, y posteriormente en el Duke of York's Theatre en el West End de Londres, con Mark Rylance interpretando a Felipe V. La obra fue nominada seis veces al premio Olivier, incluida Mejor Obra Nueva . En 2016, van Kampen dirigió a Mark Rylance en Nice Fish en el St. Ann's Warehouse de Nueva York . Posteriormente, la producción fue trasladada al Teatro Harold Pinter .  

## Vida personal
Se casó con el arquitecto Chris van Kamper, con quien tuvo dos hijas, la actriz Juliet Rylance y la cineasta Nataasha van Kampen, que murió de una presunta hemorragia cerebral en un avión en julio de 2012 con 28 años. Se divorciaron y ella conoció a Mark Rylance, con quien se casó el 21 de diciembre de 1989 en Oxfordshire.
Claire van Kampen murió el 18 de enero de 2025 con 71 años en Alemania, coincidiendo con la fecha de cumpleaños de su marido Mark Rylance.